# District de Clermont-Ferrand
Pour les articles homonymes, voir District de Clermont.
Le district de Clermont-Ferrand est une ancienne division territoriale française du département du Puy-de-Dôme de 1790 à 1795.
Il était composé des cantons de Clermont Ferrand, Aubieres, Beaumont, Bourglastic, Cebazat, Chamalieres, Cornon, Gerzat, Herment, Monton, Olby, Pont sur Allier, Rochefort et Saint Amant.